# Theuma zuluensis
Theuma zuluensis är en spindelart som beskrevs av Lawrence 1947. Theuma zuluensis ingår i släktet Theuma och familjen Prodidomidae. Inga underarter finns listade i Catalogue of Life.